# Отряд пограничной стражи
Отряд пограничной стражи (ивр. יחידת משמר הגבול‎, аббревиатура ивр. ימ"ג‎ ЯМАГ) — детективные подразделения Пограничной стражи, действовавшие в период с 1998 по 2011 год. Подразделения подчинялись местной полиции и работали во взаимодействии с различными полицейскими округами. Уникальность этих подразделений заключалась в их высокой готовности, профессионализме и способности решать экстремальные ситуации, брать тему для своего лечения и концентрироваться на ней.

## История
ЯМАГи были созданы в 1998 году, и с годами каждое подразделение формировалось по-разному в соответствии с характеристиками преступности в районе, в котором оно работает.
Полицейские в подразделениях ЯМАГ были бойцами, которые, помимо обычной боевой подготовки в Пограничной страже, также прошли 8-недельный курс борьбы с терроризмом, а также курс детектива в полицейской академии. ЯМАГи подразделялись по своему назначению на сельские полицейские подразделения, деятельность которых не связана с деятельностью городских полицейских, чья деятельность заключалась в основном в борьбе с явлениями преступности в сельском секторе, такими как кражи скота, тракторов и других сельскохозяйственных угонов. техники, а также криминальные явления в районах, имеющих жилой характер (например, мошав, пострадавший от угона автомобилей или вторжений в жилища). С другой стороны, городские полицейские в основном занимались «обычными» преступными явлениями (наркотрафиком, угоном автомобилей, хранением и оборотом незаконных наркотиков и т. д.), требующими высокого мастерства и боевых навыков или сосредоточения усилий на определенном участке.
В 2011 году командующий Пограничной стражи суперинтендант Йорам Ха-Леви принял решение в рамках «оперативной концепции» — крупного организационного изменения, которое он произвел в Пограничной страже, — закрыть городские ЯМАГ и интегрировать их в виде эскадрилий в новый тип подразделения, которая была при этом создана с нуля — подразделение Шахар 101.

## Подразделения ЯМАГ
- Северная Пограничная стража — подразделение «Алон» и подразделение «Эрез».
- Центральная Пограничная стража — подразделение «Цабар», подразделение «Барак» и подразделение «Альмог».
- Пограничная стража Иерусалима — подразделения «Лави», подразделения «Кфир» и подразделения «Мааян».
- Южная Пограничная стража — подразделение «Ротем» и подразделение «Декель»